# Astrotylus
Astrotylus is een geslacht van sponsdieren uit de klasse van de Demospongiae (gewone sponzen).

## Soorten
- Astrotylus astrotylus Plotkin & Janussen, 2007